# Lancaster House

Lancaster House é um palácio de Londres situado no distrito de St. James's, no West End da capital britânica. Fica próximo do St. James's Palace e muito do espaço que ocupa fez parte, em tempos, daquele complexo palaciano. É um listed building classificado com o Grau I.

## História
A construção da Lancaster House foi iniciada em 1825 para Frederick, Duque de York e Albany, o segundo filho do Rei Jorge III, sendo inicialmente conhecida como York House, no entanto, aquando da morte do príncipe era apenas uma carcaça vazia. O exterior foi desenhado principalmente por Benjamin Dean Wyatt. Foi construído em Pedra de Bath, num estilo neoclássico, sendo o último palácio de Londres a usar este estilo essencialmente georgiano. O edifício possui três andares de altura, com as salas de aparato no primeiro andar, ou piano nobile, as salas de estar da família no andar térreo e os quartos no segundo andar. Também possui uma cave contendo salas de serviço. O interior foi desenhado por Benjamin Dean Wyatt, Sir Charles Barry e Sir Robert Smirke, tendo ficado concluído em 1840.

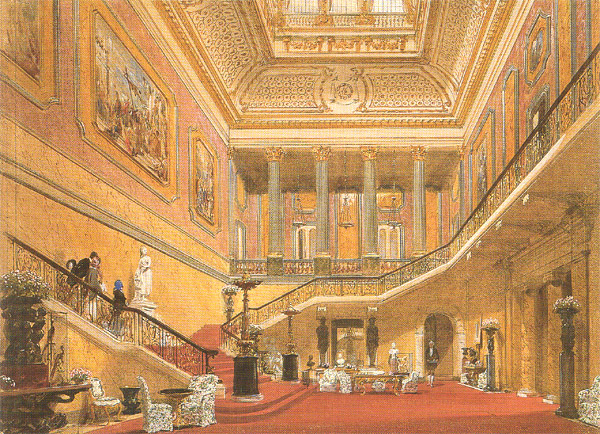
O vestíbulo central e a principal escadaria de Lancaster House.

O edifício foi comprado e concluído por George Leveson-Gower, 2º Marquês de Stafford (mais tarde 1º Duque de Sutherland) ficando conhecido por Stafford House durante quase um século. Foi avaliado para efeitos de cálculo de impostos de propriedade como a casa privada mais valiosa de Londres.
As políticas liberias de Sutherlands e o amor às artes atraíu muitos convidados ilustres, incluindo o reformador fabril Anthony Ashley-Cooper, 7º Conde de Shaftesbury, a autora anti-esclavagista Harriet Beecher Stowe e o líder revolucionário italiano Giuseppe Garibaldi. Quase tão influente como as visitas era a decoração, a qual representou a moda das salas de recepção de moda durante quase um século. Os interiores, principalmente em estilo Luís XIV, criaram um esplêndido fundo para a impressionante colecção de pinturas e objectos de arte dos Sutherland, muitos dos quais ainda podem ser admirados no palácio actualmente.

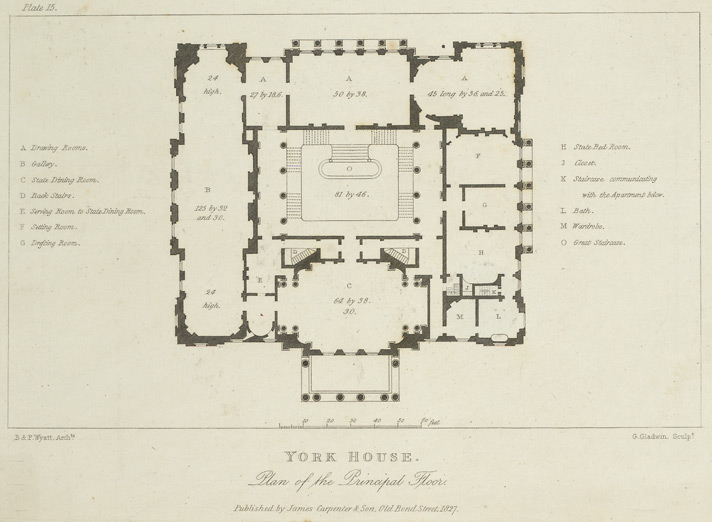
Uma planta do andar principal de Lancaster House em 1827. Desde então, apenas pequenas alterações foram feitas a este esquema.

"Vim da minha Casa para o seu Palácio" terá afirmado a Rainha Vitória à Duquesa de Sutherland ao chegar a Stafford House. Com a sua ornada decoração e dramática extensão da grande escadaria, o Grande Vestíbulo é uma magnífica introdução a uma das mais refinadas casas de cidade em Londres. Mais de um século depois, a sua grsndeza permanece esplendorosa, permanecendo inesquecível para aqueles que o visitam.
Em 1912 o palácio foi comprado por Sir William Lever, 1º Baronete (mais tarde 1º Visconde Leverhulme), um fabricante de sopas e filantropo, o qual renomeou o edifício em honra do seu condado natal, o Lancashire, tendo-o oferecido à nação no ano seguinte. A partir de 1924, e até pouco depois da Segunda Guerra Mundial, Lancaster House acolheu o London Museum', mas actualmente é usado para recepções do governo, encontrando-se encerrado ao público, com excepção de raros dias de abertura.
A Comissão Consultiva Europeia reuniu-se em Lancaster House no ano de 1944. Em Janeiro de 1947, um enviado especial teve reuniões no palácio para discutir assuntos relacionados com a Áustria ocupada. Em 1979 serviu de cenário ao Acordo de Lancaster House, o qual consistiu no contrato de independência da Rodésia (actual Zimbabwe) em relação ao Reino Unido.